# Cadre-47/2-Europameisterschaft 1977

Logo CEB (ausrichtender Verband)

Veranstaltungsort: Maubeuge

Die Cadre-47/2-Europameisterschaft 1977 war das 38. Turnier in dieser Disziplin des Karambolagebillards und fand vom 9. bis zum 12. Dezember 1976 in Maubeuge statt. Die Europameisterschaft zählte zur Saison 1976/77. Es war die siebte. Cadre-47/2-Europameisterschaft in Frankreich.

## Geschichte
Diese EM war eine EM der Superlative. Ludo Dielis spielte mit 162,43 einen überragenden neuen Europarekord im Generaldurchschnitt und wurde nur Vierter. Mit gut einem Drittel des GD's holte sich der sehr beliebte Franzose Roland Dufetelle den Titel. Er gewann die wichtigen Partien sehr knapp aber nicht unverdient. Die Platzierten hinter ihm nahmen sich gegenseitig die entscheidenden Punkte ab. Im letzten und entscheidenden Match schlug er Dielis mit 400:396. Klaus Hose erspielte sich mit einer sehr guten Leistung (alle Ergebnisse waren deutsche Rekorde) den zweiten Platz vor einem auch sehr starken Christ van der Smissen. Hose startete schwach mit einer 109:400-Niederlage in sechs Aufnahmen gegen Dufetelle und einem 400:400 in zwei Aufnahmen gegen Dielis. Danach gewann er alle seine Partien souverän. Der gespielte Turnierdurchschnitt von 65,82 wurde noch nie erreicht.

## Turniermodus
Hier wurde im Round Robin System bis 400 Punkte gespielt. Es wurde mit Nachstoß gespielt. Damit waren Unentschieden möglich.
Bei MP-Gleichstand wird in folgender Reihenfolge gewertet:
1. MP = Matchpunkte
2. GD = Generaldurchschnitt
3. HS = Höchstserie

## Abschlusstabelle
| MP    | Match Points (Sieger = 2; Unentschieden = 1; Verlierer = 0) |
| Pkte. | Erzielte Karambolagen                                       |
| Aufn. | Benötigte Versuche                                          |
| GD    | Generaldurchschnitt                                         |
| BED   | Bester Einzeldurchschnitt eines Spielers                    |
| HS    | Höchstserie                                                 |
|       | Bester GD des Turniers                                      |
|       | Bester ED des Turniers                                      |
|       | Beste HS des Turniers                                       |
|       | 1. Platz (Gold)                                             |
|       | 2. Platz (Silber)                                           |
|       | 3. Platz (Bronze)                                           |

| Platz                      | Name                   | MP   | Pkte. | Aufn. | GD     | BED    | HS  |
| -------------------------- | ---------------------- | ---- | ----- | ----- | ------ | ------ | --- |
| 1                          | Roland Dufetelle       | 12:2 | 2489  | 41    | 60,30  | 100,00 | 283 |
| 2                          | Klaus Hose             | 11:3 | 2509  | 21    | 119,47 | 400,00 | 775 |
| 3                          | Christ van der Smissen | 11:3 | 2504  | 21    | 119,23 | 200,00 | 400 |
| 4                          | Ludo Dielis            | 7:7  | 2599  | 16    | 162,43 | 400,00 | 680 |
| 5                          | Hans Vultink           | 7:7  | 1734  | 23    | 75,39  | 400,00 | 482 |
| 6                          | Franz Stenzel          | 6:8  | 1980  | 35    | 56,57  | 100,00 | 320 |
| 7                          | Paul Couespel          | 2:12 | 1209  | 43    | 28,11  | 33,33  | 177 |
| 8                          | Kurt Mastny            | 0:14 | 905   | 42    | 21,54  | –      | 176 |
| Turnierdurchschnitt: 65,82 |                        |      |       |       |        |        |     |